# 2015 TS350
2015 TS350, também escrito como 2015 TS350, é um corpo menor que está localizado no disco disperso, uma região do Sistema Solar. Ele possui uma magnitude absoluta de 13,1 e tem um diâmetro estimado com cerca de 11 km.

## Descoberta
2015 TS350 foi descoberto no dia 15 de outubro de 2015 pelo Pan-STARRS 1.

## Órbita
A órbita de 2015 TS350 tem uma excentricidade de 0,965 e possui um semieixo maior de 145 UA. O seu periélio leva o mesmo a uma distância de 5,059 UA em relação ao Sol e seu afélio a 286 UA.